# Кролевецький Георгій Васильович
Георгій Васильович Кролевецький (Кроловецький) (25 травня 1886, село Хотінь Сумського повіту Харківської губернії, тепер селище Сумського району Сумської області — ?) — радянський профспілковий діяч, голова Томської міської ради. Кандидат у члени ЦК КП(б)У в червні 1930 —— січні 1932 р. 

## Біографія
Народився в родині селянина-бідняка. З 1894 по 1898 рік навчався у сільському трикласному початковому училищі. Наймитував, а з 1900 року працював на Молоченському винокурному заводі. З 1902 року був учнем механічної майстерні.
З кінця 1907 по 1911 рік — в російській імператорській армії.
Після демобілізації переїхав до Таврійської губернії. Працював слюсарем і монтером на заводах: сільськогосподарському Гофхіталь, Гестенберга, на паровому млині Вілемса в Гальбштаті, на машинобудівних заводах Загорелкіса у Великому Токмаці та Зафермана в Мелітополі. Брав участь у страйках на заводах, змушений був покинути Мелітополь і переїхати до німецької колонії Вільтгейм, а потім до Херсона.
З початку Першої світової війни, у 1914 році мобілізований до російської імператорської армії і до січня 1917 року служив старшим зброярем 245-го Бердянського полку. З січня 1917 року служив у збройно-кулеметному батальйоні в Оранієнбаумі біля Петрограда. Активний учасник Лютневої революції 1917 року в Петрограді. Вибирався головою батальйонного комітету та депутатом ради робітничих і солдатських депутатів. Після розформування кулеметного батальйону служив на «Арсеналі Петра Великого» у Петрограді.
У 1917 році вступив у Партію соціалістів-революціонерів (есерів). Був її членом до 1918 року.
У 1918 році переїхав до Мелітополя у Таврійській губернії, де влаштувався робітником машинобудівного заводу Зафермана та був вибраний до правління Спілки металістів. Влітку 1918 року заарештований українською гетьманською владою за «змову та організацію допомоги страйку залізничників» та висланий за межі Української Держави.
Член РКП(б) з травня 1919 року.
З 1919 по січень 1920 року — в Червоній армії, служив у 58-й дивізії.
З січня 1920 року — голова Спілки металістів у місті Мелітополі та член колегії Раднаргоспу. Весною 1920 року направлений на відповідальну роботу в Полтавську губернську раду професійних спілок.
З вересня 1920 року — голова організаційного бюро Запорізької губернської ради професійних спілок.
У квітні — грудні 1921 року — голова районного комітету Всеросійської спілки робітників металістів (ВСРМ) у місті Запоріжжі. До грудня 1922 року — член бюро Запорізького губернського комітету КП(б)У, член колегії Запорізького губернського раднаргоспу, член Запорізького губвиконкому та ВУЦВК.
У січні 1923 — 1 липня 1925 року — слухач курсів профспілкового руху.
З липня 1925 по 1928 рік — голова Артемівського районного комітету Всеросійської спілки робітників металістів (ВСРМ) на Донбасі. Обирався членом ЦК ВСРМ.
У 1928—1929 роках — організаційний секретар Всеукраїнського комітету Всесоюзної професійної спілки робітників-металістів (ВУК металістів).
У 1929—1930 роках — голова Харківської окружної ради професійних спілок. Обирався членом бюро Харківського окружного комітету КП(б)У.
1 жовтня 1930 — 13 квітня 1932 року — голова Західно-Сибірської крайової ради професійних спілок. З травня 1932 по 1934 рік — уповноважений Народного комісаріату важкої промисловості СРСР по Західно-Сибірському краю. Обирався членом бюро Західно-Сибірського крайкому ВКП(б), членом президії Західно-Сибірського крайвиконкому.
15 березня 1934 — 7 березня 1936 року — голова Томської міської ради Західно-Сибірського краю.